# Skua (Rakete)

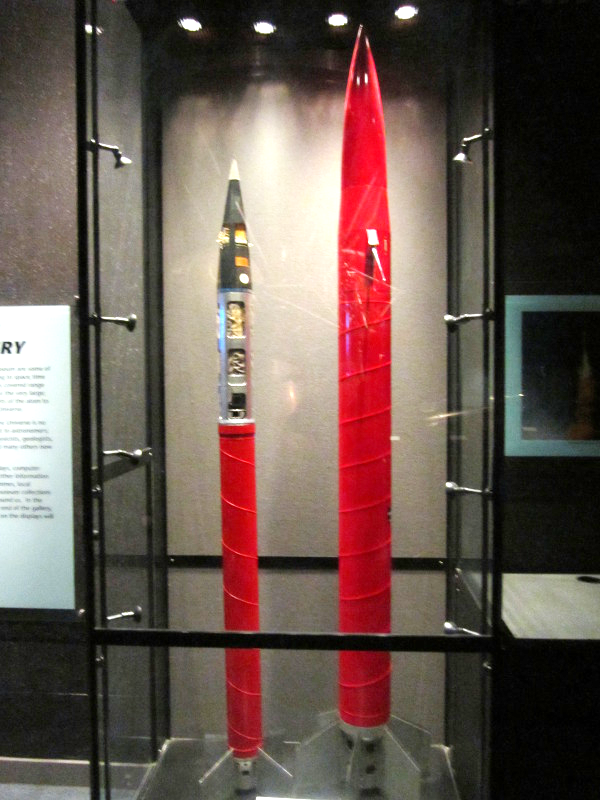
Skua (links), Petrel (rechts)

Skua ist die Bezeichnung einer britischen Höhenforschungsrakete, die zwischen 1959 und 1981 in vier Versionen über 300-mal gestartet wurde. Die Skua wurde von Bristol Aerojet und RPE Wescott entwickelt. Sie bestand aus einer aus mehreren Raketen vom Typ Chick bestehenden Startstufe, welche 0,2 Sekunden lang brannte und die Rakete 20 Meter über das 5 Meter lange Startrohr beförderte. Erst dann zündete die eigentliche Hauptstufe vom Typ Bantam.
|             | Skua 1          | Skua 2             | Skua 3          | Skua 4             |
| ----------- | --------------- | ------------------ | --------------- | ------------------ |
| Startstufe  | 3 Chick-Raketen | 4 Chick-Raketen    | 4 Chick-Raketen | 4 Chick-Raketen    |
| Oberstufe   |                 | verlängerte Bantam |                 | verbesserte Bantam |
| Nutzlast    | 5 kg            | 5 kg               | 5 kg            | 8 kg               |
| Gipfelhöhe  | 70 km           | 100 km             | 120 km          | 140 km             |
| Startschub  | 20 kN           | 27 kN              | 27 kN           | 27 kN              |
| Startmasse  | 58 kg           | 68 kg              | 75 kg           | 83 kg              |
| Durchmesser | 0,13 m          | 0,13 m             | 0,13 m          | 0,13 m             |
| Länge       | 2,24 m          | 2,42 m             | 2,80 m          | 2,80 m             |